# Bolteria arizonae
Bolteria arizonae är en insektsart som beskrevs av Knight 1971. Bolteria arizonae ingår i släktet Bolteria och familjen ängsskinnbaggar. Inga underarter finns listade i Catalogue of Life.